# كيلو (شركة ألعاب فيديو)
كيلو (بالإنجليزية: Kiloo)‏ هي شركة تطوير ألعاب دنماركية، تأسست عام 2000 بواسطة يعقوب مولر 

## ألعاب الشركة
كيلو صنعت ألعاباً مرخصة من الشركات والعلامات التجارية، مثل:
- النحلة مايا والأصدقاء (بالإنجليزية: Maya the Bee and Friends)‏ (للموبايل - 2006).
- هوغو: حمى الماس الأسود (بالإنجليزية: Hugo: Black Diamond Fever)‏ (للموبايل - 2004)
- أصدقاء الشجرة السعداء (بالإنجليزية: Happy Tree Friends)‏[3]
- Whac-A-Mole للآي فون
- كومودور 64 (بالإنجليزية: Commodore 64)‏ للآي فون
- سب واي سيرفرس (بالإنجليزية: Subway Surfers)‏ للآي فون، وللأندرويد، وأيضا للويندوز فون

## وسائل الإعلام
في عام 2008، بدأت كيلو بتطوير تطبيقات الهاتف المحمول بجانب تطوير الألعاب، وتتضمن: 

ايسو موبايل – قارئ مجلات للآي فون.

جوك تون – أحيا فيديو محتوى لألعاب الآي فون مرخصة من وام-أو.